# Équipe de France féminine de basket-ball en 2002
En cette année 2002, l'équipe de France dispute le Championnat du monde de basket-ball féminin 2002 en Chine.

## Les matches
| Date           | Lieu              | Adversaire   | Score      | Compétition | Meilleures marqueuse (France) |
| -------------- | ----------------- | ------------ | ---------- | ----------- | ----------------------------- |
|                |                   | Belgique     | V 95 - 44  | A           |                               |
|                |                   | Japon        | V 83 - 71  | A           |                               |
|                |                   | Chine        | V 96 - 80  | A           |                               |
| Villagarcia    |                   | Cuba         | V 63 - 62  | A           |                               |
| Villagarcia    |                   | Canada       | V 86 - 57  | A           |                               |
| Villagarcia    |                   | Espagne      | D 67 - 51  | A           |                               |
|                |                   | Hongrie      | V 71 - 55  | A           |                               |
| Temple-sur-Lot |                   | Cuba         | V 91 - 81  | A           |                               |
| Temple-sur-Lot |                   | Russie       | V 75 - 62  | A           |                               |
|                |                   | Australie    | D 75 - 61  | A           |                               |
|                |                   | Brésil       | D 73 - 65  | A           |                               |
|                |                   | États-Unis   | D 60 - 46  | A           |                               |
|                |                   | Brésil       | D 59 - 56  | A           |                               |
| Changshu       | 14 septembre 2002 | Cuba         | V 92 - 61  | CM          |                               |
| Changshu       | 15 septembre 2002 | Tunisie      | V 131 - 35 | CM          |                               |
| Changshu       | 16 septembre 2002 | Corée du Sud | V 90 - 80  | CM          |                               |
| Changzhou      | 18 septembre 2002 | Lituanie     | V 71 - 63  | CM          |                               |
| Changzhou      | 19 septembre 2002 | Russie       | D 74- 59   | CM          |                               |
| Changzhou      | 20 septembre 2002 | États-Unis   | D 101 - 68 | CM          |                               |
| Nankin         | 23 septembre 2002 | Australie    | D 78 - 52  | CM          |                               |
| Nankin         | 24 septembre 2002 | Espagne      | D 69 - 59  | CM          |                               |
| Nankin         | 25 septembre 2002 | Brésil       | D 74 - 65  | CM          |                               |

D : défaite, V : victoire, AP : après prolongation
A : match amical, CM : Mondial 2002

## L'équipe
- Sélectionneur : Alain Jardel
- Assistants :  Ivano Ballarini, Pascal Pisan, Jean-Paul Cormy

| Poste           | Joueuse                   | Nombre matchs | Nombre points | Club(s)               |
| --------------- | ------------------------- | ------------- | ------------- | --------------------- |
| Intérieure      | Nicole Antibe             |               |               | CJMBB Bourges         |
| Intérieure      | Lucienne Berthieu-Poiraud |               |               | ASPTT Aix-en-Provence |
| Intérieure      | Sandra Dijon-Gerardin     |               |               | CJMBB Bourges         |
| Meneuse         | Edwige Lawson-Wade        |               |               | Valenciennes          |
| Ailière         | Sandra Le Drean           |               |               | Valenciennes          |
| Intérieure      | Nathalie Lesdema          |               |               | Valenciennes          |
| Arrière         | Cathy Melain              |               |               | CJMBB Bourges         |
| Intérieure      | Lœtitia Moussard          |               |               | Montpellier           |
| Arrière-meneuse | Audrey Sauret-Gillespie   |               |               | Valenciennes          |
| Meneuse         | Laure Savasta             |               |               | Tarbes                |
| Meneuse         | Yannick Souvre-Vacheron   |               |               | CJMBB Bourges         |
| Intérieure      | Dominique Tonnerre        |               |               |                       |